# Illusions (film, 1930)
Pour les articles homonymes, voir Illusions.
Pour plus de détails, voir Fiche technique et Distribution.
Illusions est un film français réalisé par Lucien Mayrargue, sorti en 1930.

## Fiche technique
- Titre : Illusions
- Réalisation : Lucien Mayrargue
- Photographie : Alphonse Gibory et Willy Faktorovitch
- Décors : Lucien Carré
- Société de production : S.I.F.A.
- Pays d'origine :  France
- Format : Noir et blanc - 1,33:1
- Genre : Comédie
- Durée : 80 minutes
- Date de sortie : 
  - France : 14 mars 1930

## Distribution
- Mary Serta
- Pierre Batcheff
- Esther Kiss
- Pola Illéry
- Gaston Jacquet
- Jean Joris
- Ninon Bernard